# Lucas Scaglia
Pour les articles homonymes, voir Scaglia.
Lucas Daniel Scaglia, né le 6 mai 1987 à Rosario, est un footballeur argentin qui joue au poste de milieu de terrain.
Il est l'ami d'enfance de Lionel Messi et le cousin de son épouse Antonela Roccuzzo.

## Biographie
Avec le Club Bolívar, il joue quatre matchs en Copa Libertadores.
Le 30 janvier 2015, il s'engage pour l'Armada de Jacksonville, un club qui évolue en North American Soccer League. Il ne restera qu'une saison. En 2017, il rejoint le California United FC II où il deviendra rapidement un joueur clé.
Le 9 janvier 2019, le milieu de terrain décide de signer pour les Lights de Las Vegas, une franchise qui évolue en USL Championship.